# Công tước xứ Argyll

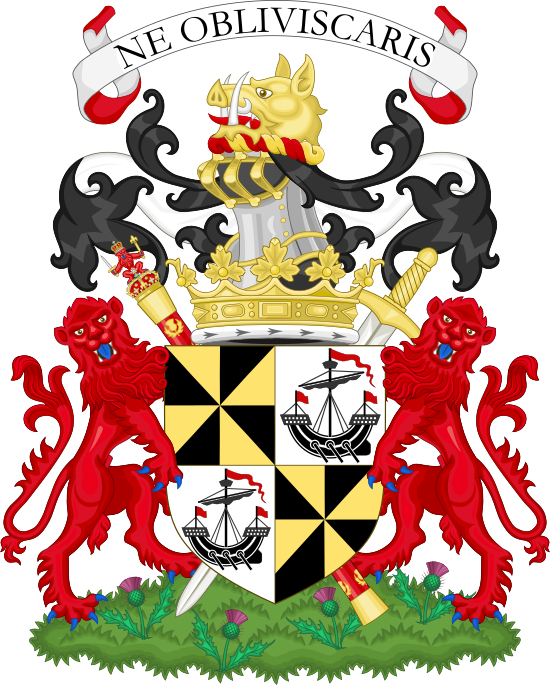
Huy hiệu của Công tước xứ Argyll

Công tước xứ Argyll (tiếng Gael Scotland: Diùc Earraghàidheil) là một tước hiệu được tạo ra trong Đẳng cấp quý tộc Scotland năm 1701 và trong Đẳng cấp quý tộc Vương quốc Liên hiệp Anh năm 1892. Các bá tước, hầu tước và công tước xứ Argyll trong nhiều thế kỷ nằm trong số những quý tộc quyền lực nhất ở Scotland. Như vậy, họ đã đóng một vai trò quan trọng trong lịch sử Scotland trong suốt thế kỷ XVI, XVII và XVIII. Công tước xứ Argyll cũng nắm giữ các danh hiệu cha truyền con nối là Trưởng tộc Campbell và Chủ hộ gia đình Scotland.
Từ năm 2001, Torquhil Campbell là Công tước xứ Argyll và là người đàn ông thứ mười ba giữ tước hiệu này.